# Rosopaella nigropicta
Rosopaella nigropicta är en insektsart som beskrevs av Webb 1983. Rosopaella nigropicta ingår i släktet Rosopaella och familjen dvärgstritar. Inga underarter finns listade i Catalogue of Life.